# Новинки (городской округ Клин)

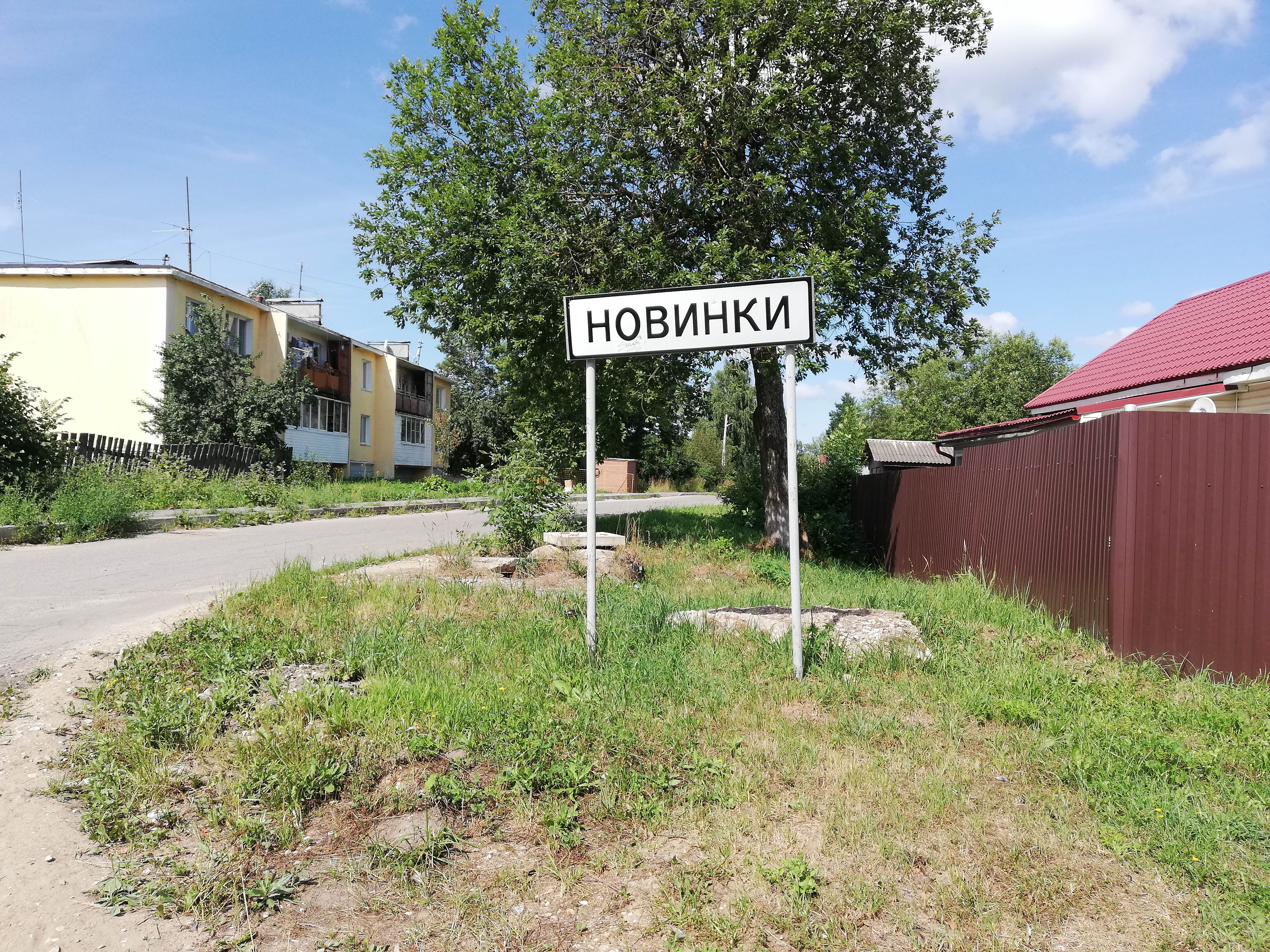
Указатель въезда в деревню

Новинки — деревня в Клинском районе Московской области, в составе Нудольского сельского поселения. Население — 37 чел. (2010). До 2006 года Новинки входили в состав Нудольского сельского округа.
Деревня расположена на юго-западе района, примерно в 28 км к юго-западу от райцентра Клин, по правому берегу реки Нудоль, высота центра над уровнем моря 209 м. Новинки со всех сторон окружены посёлком Нудоль.

## Население
| 2002 | 2006 | 2010 |
| ---- | ---- | ---- |
| 29   | ↗30  | ↗37  |